# Ноше
Ноше (словен. Noše) — поселення в общині Радовлиця, Горенський регіон, Словенія. Висота над рівнем моря: 491,7 м.